# Egipto en los Juegos Olímpicos de Atenas 2004
Egipto estuvo representado en los Juegos Olímpicos de Atenas 2004 por un total de 97 deportistas, 81 hombres y 16 mujeres, que compitieron en 17 deportes.
El portador de la bandera en la ceremonia de apertura fue el remero Ali Ibrahim.

## Medallistas
El equipo olímpico egipcio obtuvo las siguientes medallas:
| Nombre                | Deporte            | Competición |
| --------------------- | ------------------ | ----------- |
| Oro                   |                    |             |
| Karam Yaber           | Lucha grecorromana | 96 kg M     |
| Plata                 |                    |             |
| Mohamed Ali Reda      | Boxeo              | +91 kg M    |
| Bronce                |                    |             |
| Ahmed Ismail El-Shami | Boxeo              | –81 kg M    |
| Mohamed Elsayed       | Boxeo              | –91 kg M    |
| Tamer Bayumi          | Taekwondo          | –58 kg M    |